# 第5回日劇學院賞
←第4回 - 第5回 - 第6回→
第5回日劇學院賞，為針對1995年4月到6月在日本播出的春季檔連續劇之投票與評比。此季由松本幸四郎所主演的《奇蹟餐廳》獲得最優秀作品賞，此劇在本回學院賞亦獲得七個獎項。

## 最優秀作品賞
《奇蹟餐廳》

## 演技類

### 主演男優賞
松本幸四郎（《奇蹟餐廳》）

### 主演女優賞
酒井法子（《白色之戀》）

### 助演男優賞
西村雅彥（《奇蹟餐廳》）

### 助演女優賞
山口智子（《奇蹟餐廳》）

### 新人賞
京野琴美（《給我們愛吧》）

## 製作類

### 服裝造型賞
松雪泰子（《愛情腦震盪》）

### 攝影賞
CX《燦爛的季節》

### 編劇賞
三谷幸喜（《奇蹟餐廳》）

### 導演賞
鈴木雅之、河野圭太（《奇蹟餐廳》）

### 卡司賞
《奇蹟餐廳》

### 片頭賞
中江功（《給我們愛吧》）

### 主題曲賞
L⇔R〈KNOCKIN' ON YOUR DOOR〉（《給我們愛吧》）

## 特別賞
《白色之戀》的字幕負責人員（為了聾啞人士而準備的字幕）